# Ašer (pleme)
Ašer (heb. אשר; Engl.Asher).- Jedno od židovskih plemena čiji se teritorij prostirao od Dora (Tanturah) do Sidona na sjeveru, uključujući i predjele sjeverno od brda Karmel. Zemlja što je pripadala plemenu Ašer bila je poznata po svojoj plodnosti, pašnjacima, voćnjacima i napose maslinicima i proizvodnji maslinovog ulja. Trgovina robom iz ovih krajeva gravitirala je feničkom tržištu. Plodnost tla i trgovina mogla je dovesti do samog odvajanja do ostatka Izraela. Ašeri se nisu pridružili Baraku i Debori u oslobađanju Izraela od pritiska Kanaanaca i njihovog kralja Jabina (Suci 5,17). Ipak sudjeluju u istjerivanju Midjanaca i Amalečana iz doline Jizreela. Biblija nas uči da je Ašer, brat Gadov, i drugi Jakovljev sin što ga je imao sa Zilpom. Na blagoslovu što ga je Jakov dao dvanaestorici svojih sinova, Ašera je blagoslovio obiljem u hrani i poslasticama dostojnima kraljeva. S ocem i obitelji on odlazi iz Padam Arama u Kanaan, i kasnije u Egipat. Prema Knjizi Brojeva pleme je imalo između 41.500 do 53.400 odraslih muških glava, što je u svakom slučaju pretjeran broj. Ašeri su po Zilpi najsrodniji plemenu Gad.
Vidi također: 12 izraelskih plemena.

## Ašer i veze s drugim narodima
Veze Ašera s Izraelom bile su slabe, a upitno je i njegovo izraelsko porijeklo, dok su moguće veze s Kanaancima. Gad i Ašer braća su po majci, a „gad“ je bio i pridjev koji se nadodavao božanstvima, te je označavao sreću. To bi moglo podsjetiti na asirskog boga Ašura, čije ime znači „bogat“, „prosperitetan“, a što je i značenje samog imena plemena Ašer. Ipak ta je teza teško prihvatljiva, već i zbog samog suglasničkog oblika imena, kod je suglasnički oblik imena plemena Ašer "ašr", suglasnički oblik imena boga i naroda Ašur je "aššr". Semiti će lako promijeniti samoglasnike, no suglasnici su fiksni i ne mijenjaju se lako. Usto, u doba kad već imamo Deborinu pjesmu iz Starog zavjeta, a to je u 7. st. pr. Kr. (prethodila joj je zasigurno duga usmena predaja), Asirci se tek počinju približavati sjeveru Izraela, a njihove pretke od izraelskih plemena dijeli prostrano područje Arama i Fenicije.
Vjerojatnije je da je riječ o muškom obliku imena kanaanske božice Ašere, koja je još dugo nakon zauzimanja područja na kojem su živjeli Kanaanci bila štovana među Izraelcima.
Danas se općenito pretpostavlja da galilejska plemena nisu sudjelovala u događajima vezanima uz ostatak Izraela, sve dok kralj David nije osvojio Galileju. Bila su semitskoga porijekla, vjerojatno bliska ostalim izraelskim plemenima, po patrijarhu Jakovu.

## Vanjske poveznice
- Biblical Name Vault  Arhivirana inačica izvorne stranice od 9. svibnja 2006. (Wayback Machine)